# オトギリソウ属

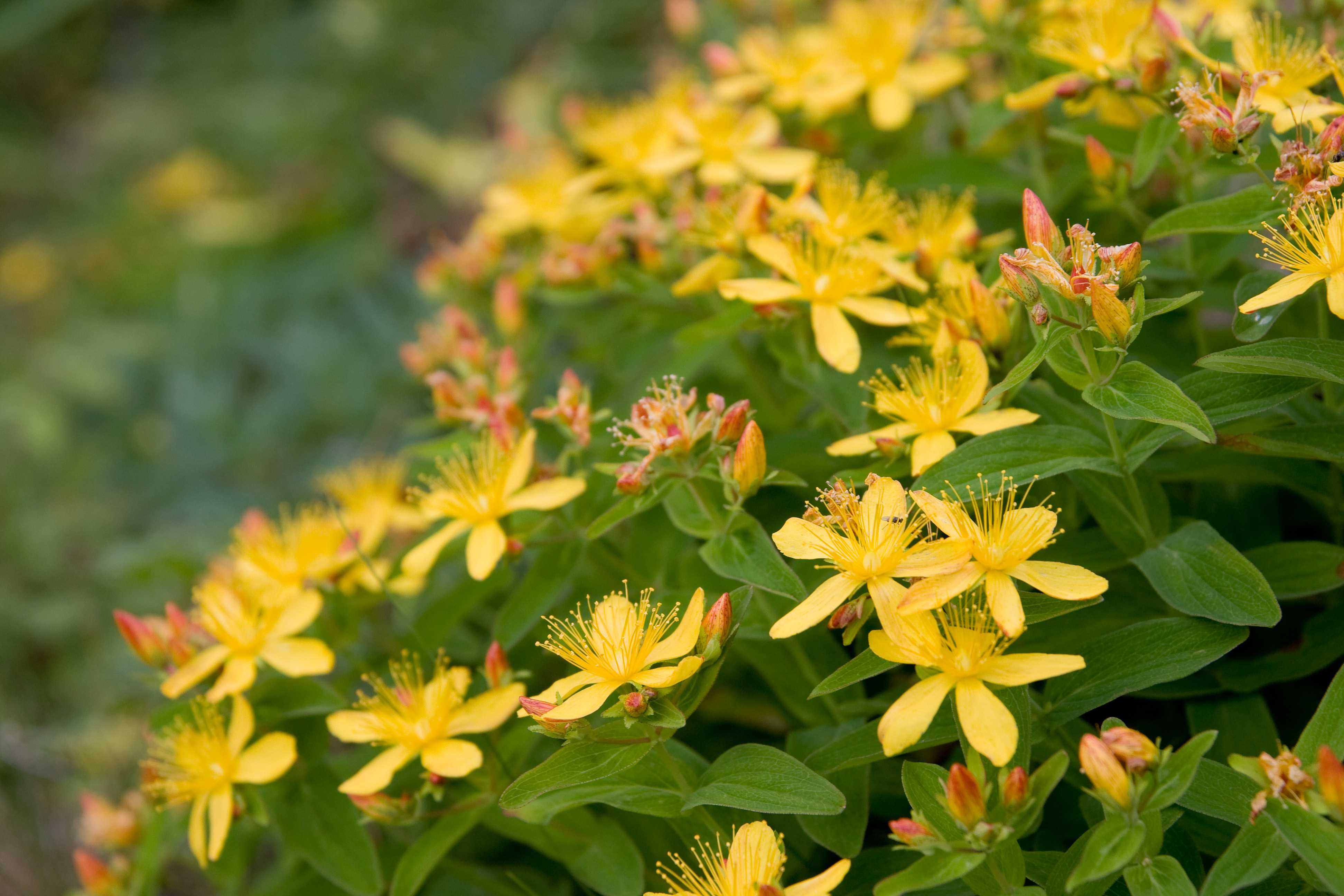
シナノオトギリ

オトギリソウ属（オトギリソウぞく、Hypericum）とは、オトギリソウ科の属の一つ。ユーラシア大陸の温帯-亜熱帯を中心に約300種が分布する。

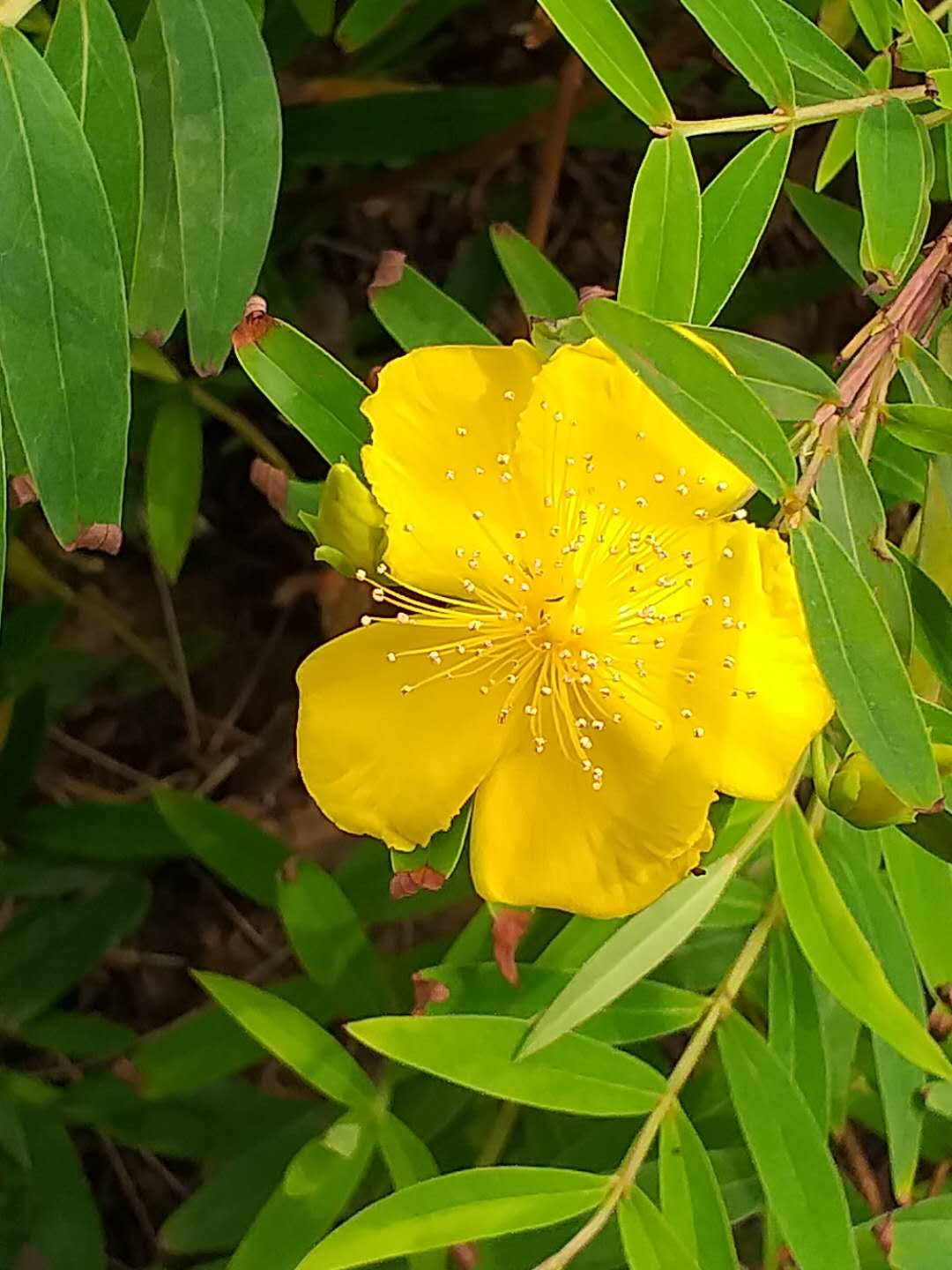
ビヨウヤナギ

園芸業界では、オトギリソウ属の植物は学名を片仮名表記した「ハイペリカム」、「ヒペリカム」の名称で造園用花卉植物として扱われていることが多い。

## オトギリソウ属の植物
- コボウズオトギリ H. androsaemum
- ダイセンオトギリ H. asahinae
- トモエソウ H. ascyron
  - ヒメトモエソウ H. a. var. brevistylum
  - オオトモエソウ（コウライトモエソウ） H. a. var. longistylum
- セイヨウキンシバイH. calycinum
- オトギリソウ H. erectum
  - フジオトギリ H. e. var. caespitosum
  - オクヤマオトギリ（ニッコウヤマオトギリ） H. e. var. longistylum
  - エゾヤマオトギリ H. e. var. parviflorum
  - シナノヤマオトギリ H. e. var. subalpinum
  - ダイセツヒナオトギリ H. yojiroanum
- ハチジョウオトギリ H. hachijyoense
- コオトギリ H. hakonense
  - クロテンコオトギリ H. h. f. inperforatum
  - ニッコウオトギリ H. h. var. nikkoense
  - アカテンオトギリ H. h. var. rubropunctatum
- クモイオトギリ H. hyugamontanum
- ヒメオトギリ H. japonicum
- ハイオトギリ H. kamtschaticum
  - ウツクシオトギリ H. k. var. decorum
  - イワオトギリ H. k. var. hondoense
  - シナノオトギリ H. k. var. senanense
  - トウゲオトギリ H. miyabei
  - サマニオトギリ H. samaniense　北海道アポイ岳の特産
- ミヤコオトギリ H. kinashianum
  - ユフダケオトギリ H. k. var. yuhudakense
- コケオトギリ（ハイコケオトギリ） H. laxum
- セイタカオトギリ H. momoseanum
  - アツミオトギリ H. m. var. atumense
- ビヨウヤナギ H. monogynum
- アゼオトギリ H. oliganthum
- オオシナノオトギリ H. ovalifolium
  - トガクシオトギリ H. o. var. hisauchii
- キンシバイ H. patulum
- タコアシオトギリ H. penthorodes
- セイヨウオトギリ（セント・ジョーンズ・ワート）H. perforatum
  - コゴメバオトギリ H. p. var. angustifolium
- サワオトギリ H. pseudopetiolatum
  - コバノサワオトギリ H. p. f. parvifolium
  - ナガサキオトギリ H. p. var. kiusianum
  - イワテオトギリ H. p. var. muraianum
  - ヤクシマコオトギリ H. p. var. yakusimense
  - ヤクシマオトギリ H. p. var. yakusimense f. lucidum
- ツキヌキオトギリ H. sampsonii
- センカクオトギリ H. senkakuinsulare
- タカネオトギリ H. sikokumontanum
- トサオトギリ H. tosaense
  - セトウミオトギリ H. t. f. insulare
- オシマオトギリ H. vulcanicum
  - マシケオトギリ H. yamamotoi
- エゾオトギリ H. yezoense